# Chorisops tibialis
Chorisops tibialis är en tvåvingeart som först beskrevs av Johann Wilhelm Meigen 1820.  Chorisops tibialis ingår i släktet Chorisops och familjen vapenflugor. Arten har ej påträffats i Sverige. Inga underarter finns listade i Catalogue of Life.

## Bildgalleri

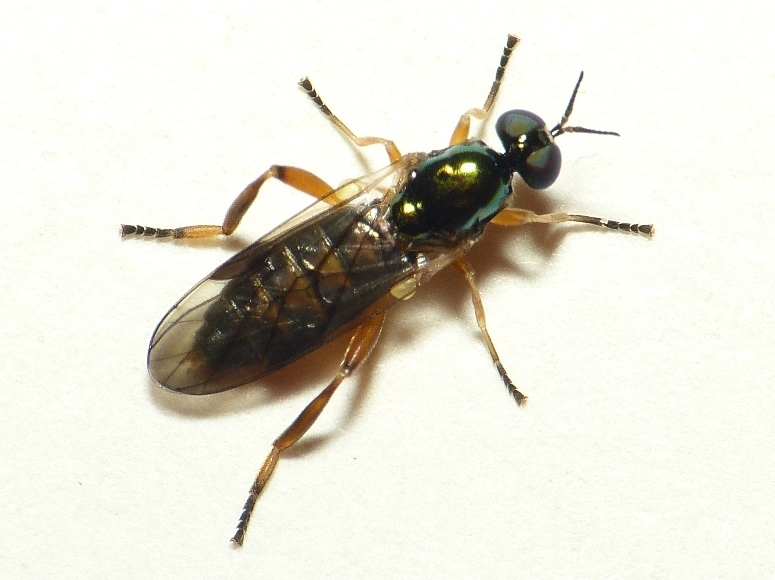